# Championnats du monde de cyclisme sur piste 1927
Navigation
Milan/Turin 1926 Budapest 1928
Les Championnats du monde de cyclisme sur piste 1927 ont eu lieu du 17 au 20 juillet à Cologne et du 22 au 24 juillet à Elberfeld, en Allemagne,.

## Résultats

### Podiums professionnels
| Compétition | Or                     | Argent                  | Bronze                  |
| ----------- | ---------------------- | ----------------------- | ----------------------- |
| Vitesse     | Lucien Michard France  | Ernest Kauffmann Suisse | Lucien Faucheux France  |
| Demi-fond   | Victor Linart Belgique | Paul Krewer Allemagne   | Walter Sawall Allemagne |

### Podiums amateurs
| Compétition | Or                      | Argent                      | Bronze                  |
| ----------- | ----------------------- | --------------------------- | ----------------------- |
| Vitesse     | Mathias Engel Allemagne | Willy Falck Hansen Danemark | Peter Steffes Allemagne |

## Tableau des médailles
| Rang | Nation    | Or | Argent | Bronze | Total |
| ---- | --------- | -- | ------ | ------ | ----- |
| 1    | Allemagne | 1  | 1      | 2      | 4     |
| 2    | France    | 1  | 0      | 1      | 2     |
| 3    | Belgique  | 1  | 0      | 0      | 1     |
| 4    | Danemark  | 0  | 1      | 0      | 1     |
| -    | Suisse    | 0  | 1      | 0      | 1     |

## Liste des engagés
D'après L'Athlète et  L'Auto :
- Vitesse amateurs
  -  Belgique : Debunne, Vandenbosch Frères, Degroote.
  -  Suisse : Abegglen, Walter Knabenhans (en).
  -  Royaume-Uni : Pryor, John Sibbit, Albert Theaker, Albert White, Sydney Cozens.
  -  Danemark: Falck-Hansen, R. Jensen.
  -  France : Galvaing, Beaufrand.
  -  Italie : Bolocchi, Tasselli.
  -  Autriche : August Schaffer.
  -  Pays-Bas : Antoine Mazairac, Bernard Leene, Van Dyk, Wulp. (Remplaçants : Piets, Gerard Bosch van Drakestein)
  -  Hongrie : Ligner, Vida, Mazak, Grimm.(remplaçants : Bonska, Lovass).
  -  Tchécoslovaquie : Martinek.
  -  Pologne : Szmidt, Zibert, Franciacek, Szymczvk. (remplaçant : Rvl.)
  -  Allemagne : Engel, Steffes, Graue, Joksch, (remplaçants : Einsiedel, Beinert).

- Vitesse professionnels[5]
  -  Allemagne : Paul Oszmella, Alex Fricke, Willy Lorenz, Alfred Schrage, (remplaçant :Oscar Rütt et Theodor Frankenstein).
  -  Royaume-Uni : William Bailey.
  -  Australie : Robert Spears.
  -  Belgique : Aloïs De Graeve
  -  Danemark : Andersen.
  -  France : Lucien Michard, Lucien Faucheux, Gabriel Poulain, Maurice Schilles, (remplaçant : Joseph Peyrode).
  -  Pays-Bas : Piet Moeskops,  Gerard Leene, Jaap Meijer.
  -  Italie :  Cesare Moretti, Del Grosso.
  -  Suisse : Ernest Kauffmann, Emil Richli.

- Demi-fond
  -  France : Léon Parisot, Jean Brunier
  -  Belgique : Victor Linart, Léon Vanderstuyft
  -  Pays-Bas : Franz Leddy
  -  Allemagne : Walter Sawall, Paul Krewer
  -  Suisse : Gustav Lauppi, Paul Suter
  -  Italie : Léopold Torricelli